# Duy-tan (hnutí)
Hnutí Duy Tân hội (modernizace) vzniklo ve Vietnamu v letech 1904–1905 v důsledků rozšíření Phan boi Chauových a Phan Chu Trinhových názorů. Hnutí pracovalo pod vlajkou boje proti kolonialismu a feudalismu. Jeho přívrženci měli za to, že úspěch boje proti francouzským kolonizátorům do značné míry závisí na kulturní úrovní obyvatelstva země. Víra v sílu vědeckého poznání vedla přívržence hnutí „Duy-tan“ k zavržení starého scholastického systému vzdělání a výchovy kádrů a k boji za světské vzdělání.